# Las Peñitas, Michoacán de Ocampo
Las Peñitas är en ort i Mexiko.   Den ligger i kommunen Tepalcatepec och delstaten Michoacán de Ocampo, i den södra delen av landet, 400 km väster om huvudstaden Mexico City. Las Peñitas ligger 359 meter över havet och antalet invånare är 103.
Terrängen runt Las Peñitas är kuperad åt sydväst, men åt nordost är den platt. Runt Las Peñitas är det ganska glesbefolkat, med 32 invånare per kvadratkilometer. Närmaste större samhälle är Tepalcatepec, 14,1 km norr om Las Peñitas. Omgivningarna runt Las Peñitas är en mosaik av jordbruksmark och naturlig växtlighet.